# جون تي. هنت
جون تي. هنت هو سياسي أمريكي، ولد في 2 فبراير 1860 في سانت لويس في الولايات المتحدة، وتوفي بنفس المكان في 30 نوفمبر 1916. نشط حزبياً في الحزب الديمقراطي. وقد انتخب عضو مجلس النواب الأمريكي ‏.